# Глебов, Поликарп Матвеевич
Богдан (Поликарп) Матвеевич Глебов (ум. 1632/1633) — русский военный и государственный деятель, полковой воевода и ясельничий (1621), сын Матвея Глебовича Глебова и внук Глеба Ивановича (Семёновича) Яковлева, родоначальника дворянского рода Глебовых (потомков Облагини). Брат — воевода Семён Матвеевич Глебов (ум. 1614).

## Биография
В 1606 году Богдан Матвеевич Глебов служил головой в Курске в полку под командованием князя Григория Петровича Шаховского. Осенью того же 1606 года — голова сотенный в Москве, где под командованием князя Михаила Васильевича Скопина-Шуйского участвовал в боях против болотниковцев.
В 1607 году — голова при воеводе князе Андрее Васильевиче Хилкове под Серебряными Прудами. К ним на помощь прибыли из Алатыря воеводы Григорий Пушкин и Семён Ададуров. Объединив свои отряды, воеводы осадили Серебряные Пруды. Во время осады мятежники перебили и ранили многих ратных людей из царского войска. В конце концов осажденные поняли, что им не «отсидеться» и капитулировали. Затем царские воеводы разгромили в битве под Серебряными Прудами повстанческое войско, прибывшее с опозданием на помощь осаждённому городу. Хилков и Глебов прислали к царю Василию Шуйскому гонца Колтовского с «сеунчем» о своей победе.
В 1608 году Богдан Матвеевич Глебов был назначен полковым воеводой в Брянск. 12 марта 1610 года в Москву вступило объединенное русско-шведское войско под предводительством князя Михаила Васильевича Скопина-Шуйского и полководца Якоба Делагарди. Приставами к шведскому военачальнику были назначены князь Михаил Петрович Барятинский и Богдан Матвеевич Глебов. В этом же году князь Фёдор Иванович Мстиславский, глава Боярской думы, отправил Б. М. Глебова к польному гетману коронному Станиславу Жолкевскому с известием о готовности начать переговоры об избрании на русский царский трон польского королевича Владислава, а осенью участвовал в составе русского посольства к королю Речи Посполитой Сигизмунду Вазе, который под Смоленском вел переговоры об избрании его старшего сына на царство. 25 марта 1611 года под приказу Сигизмунда III все русские послы были арестованы и отправлены в Польшу.
1 июня 1619 года Богдан Матвеевич Глебов был освобожден из польского плена и после возвращения в Москву получил от царя шубу и кубок с кровлей. Пользовался доверием и расположением патриарха Филарета, отца царя Михаила Фёдоровича. В 1621 году был назначен ясельничим и стал начальником Конюшенного приказа.
21 сентября 1623 года царь Михаил Фёдорович отправил боярина Фёдора Ивановича Шереметева и ясельничего Богдана Матвеевича Глебова в Нижний Новгород, чтобы расследовать состояние здоровья царской невесты Марии Ивановны Хлоповой. В результате допросов они доказали ложность доносов двух братьев Салтыковых на М. И. Хлопову. 24 октября 1623 года царь приказал отобрать у них поместья в казну, а их самих вместе с семьями отправить в ссылку в Галич и Вологду. Однако 1 ноября Ф. И. Шереметев и Б. М. Глебов получил царский указ сообщить дворянину Ивану Хлопову, что государь «не желает взять за себя его дочь», а затем должны были немедленно вернуться в столицу. Денежный оклад Богдана (Поликарпа) Глебова, который он получал из Костромской чети, был равен 100 рублям.
В 1621-1623 годах Богдан Матвеевич Глебов неоднократно присутствовал на торжественных обедах у царя и у патриарха, был при приёме и отпуске царем персидских, голштинских и шведских послов.
19 декабря 1624 года на первой свадьбе царя Михаила Фёдоровича с княжной Марией Владимировной Долгоруковой Богдан Глебов ездил около сенника с князем Борисом Лыковым, а 22 сентября обедал у царя.
5 (15) февраля 1626 года на второй свадьбе царя Михаила Фёдоровича с Евдокией Лукьяновной Стрешневой Б. М. Глебов подвел к государю аргамака и шел возле него, когда он ехал верхом, а во время бракосочетания сидел в санях царицы.
В 1632/1633 году ясельничий Богдан (Поликарп) Матвеевич Глебов скончался, оставив после себя трех сыновей. Дети: стольник Матвей Богданович Глебов, стольник Никита Богданович Глебов, стольник и дворянин московский Фёдор Богданович Глебов.